# フォローベイン
フォローベイン(FollowBane)は、京都府のメロディックデスメタルバンドである。構成メンバーは、NosukeとKob@の2名のみとされているが、Kob@はボランティアメンバーというサポートメンバーのような立場を取っていることから、実質的にはNosukeのソロプロジェクトとも言える。
楽曲によりゲストメンバーを迎えてのレコーディングを行なっている。
結成から2014年までライブを行ったことがなかったが、リリースした自主制作盤やインディーズ盤が、インターネット上の口コミやレヴュー等で好評を得たこともあり、サウンドホリックとの本契約を得るに至った。
発表している楽曲の多くが、歌詞を公開していない。これについて、中心人物のNosukeは、4thアルバムのライナーノーツで、歌詞が非公開なのは、造語で歌っているからであると述べている。

## 略歴
2003年末に、幼馴染で、音楽活動を共に行ったこともあるNosukeとKob@で結成。その後、2004年にデモCD『Steel Tempest』を、2005年には1stアルバム『At The Blizzard End...』を自主制作盤としてリリースする。2006年に2ndアルバム『Dead Fantasia』をリリースする。このアルバムは、サウンドホリックのHIDDEN MANIACS SERIES JAPANの第3弾として、リリースされた。
2007年に3rdアルバム『Final Letter From...』をリリース。このアルバムは、新興レーベル、ENDE KLANGからリリースされた。
その後、インディーズでのリリースではなく、サウンドホリックの本契約アーティストとして、4thアルバム『My Solitude』をリリースした。同アルバムから、それまでKob@が行っていたマスタリングを外注するようになった。
4thアルバムまで、1年ごとにアルバムをリリースするなど、コンスタントに活動していたが、今後の活動はスローペースになるとNosukeのブログで述べられた。同時に、活動の休止や解散もありえないと述べている。
2010年9月ごろから、5thアルバムの制作に入った。5thアルバムでは、マスタリングを、ディサルモニア・ムンディの中心人物であるエットレ・リゴッティに発注することとなった。2011年10月に九州のレーベル、Red Rivet Recordsから5thアルバム『Ceremonia』をリリース。
2012年1月ごろから6thアルバムの制作を始めている。
廃盤となっている4thアルバム『My Solitude』が2012年9月頃にリマスタリングされ再発売されることがNosukeのブログで発表される。それに伴い、リマスタリング盤のサンプルがKob@のSound Cloudにて公開されている。しかしながら、2014年5月までに再発はなされていない。
2014年4月26日に、渋谷サイクロンで行われた「METAL ALLIANCE」にスペシャルゲストとして参加。2曲を演奏し、フォローベイン初ライブとなった。ライブの編成は、Nosuke (Vo)、Daichi (G: Earthstream)、Seth Maelstrom (B: Ethereal Sin)、Sokaris Brastyr (Ds: Ethereal Sin)、Puzzy (Key: ANCIENT MYTH)の5名で、Kob@は参加しなかった。ちなみに、Seth MaelstromとSokaris Brastyrの所属するEthereal Sinは、同日のライヴで同じステージに立つバンドである。

## メンバー
- Nosuke - ボーカル・ギター・プログラミング
フォローベインの曲の主な作曲を行っている。ジャクソンのキングVを愛用している[4]。
- Kob@ - ベース・ギター・バックボーカル・プログラミング
ボランティアメンバーとされている。また、レコーディングやミキシング、マスタリング等も行っている。

## ディスコグラフィー
- Steel Tempest (Demo) (2004)
- At The Blizzard End... (2005)
- Dead Fantasia (2006)
- Final Letter From... (2007)
- My Solitude (2008)
- Ceremonia (2011)